# Rinorea raymondiana
Rinorea raymondiana är en violväxtart som beskrevs av Taton. Rinorea raymondiana ingår i släktet Rinorea och familjen violväxter. Inga underarter finns listade i Catalogue of Life.